# José Manuel Pita Andrade
José Manuel Pita Andrade (La Corunya, 1 de novembre de 1922 - Granada, 7 de setembre de 2009) va ser un historiador de l'art espanyol que es va caracteritzar per la seva tasca dins de la museografia. Així mateix, fou el primer director del Museu del Prado nomenat en la Transició Espanyola, del 1978 al 1981. Era Acadèmic d'Honor de la Real Academia de Bellas Artes de Nuestra Señora de las Angustias de Granada, on ocupava la lletra C.

## Biografia
Va estudiar Filosofia i Lletres a la Universitat de Madrid, doctorant-se en Història de l'Art el 1947. Va cursar estudis de postgrau a la Universitat de Nova York.
Va ser catedràtic a les universitats d'Oviedo (1960), Granada (1961-1978) i Complutense de Madrid (1978-1987) en la qual es va jubilar. Posteriorment va ser nomenat Professor Emèrit de la Universitat de Granada fins a l'any 2002 com a Catedràtic d'Història de l'Art. El 2008 va ser designat Doctor Honoris causa per l'esmentada Universitat de Granada.
A part de la seva tasca al Museu del Prado, durant uns anys va ser conservador de les col·leccions d'art de la Casa d'Alba i del recentment fundat Museu Thyssen-Bornemisza, el catàleg general del qual va supervisar.
Va ser membre de nombre de la Reial Acadèmia de Belles Arts de Sant Ferran, des del 1984 (en la qual va ingressar amb el discurs Dominico Greco y sus obras a lo largo de los siglos XVII y XVIII), i de la Reial Acadèmia de la Història, des del 1989 (en la qual ingressà amb el discurs Goya y sus primeras visiones de la historia). Va ser membre de la Hispanic Society of America i va rebre la Medalla d'Or al Mèrit en les Belles Arts el 1989.

## Obras
- Dominico Greco y sus obras a lo largo de los siglos XVII y XVIII, Madrid, discurso de ingreso en la Real Academia de Bellas Artes de San Fernando, 1984.
- El Greco, Milán, Mondadori, 1986. Con la colaboración de José Álvarez Lopera.
- Goya. Vida, obra y sueños, Madrid, Sílex, 1989.
- Goya y sus primeras visiones de la historia, Madrid, discurso de ingreso en la Real Academia de la Historia, 1989.
- La construcción de la catedral de Orense, Santiago de Compostela, Instituto P. Sarmiento de Estudios Gallegos, csic, y Madrid, Facultad de Filosofía y Letras, Universidad Complutense, 1954.
- Luces y sombras en la pintura granadina del siglo de oro, Granada, discurso de recepción como académico honorario en la Real Academia de Bellas Artes de Nuestra Señora de las Angustias, 2000.